# Vieques
Vieques est une île et une commune portoricaine, située à 16 km au Sud-Est de l'île principale de Porto Rico.

## Géographie

Carte géographique de l'île.

## Histoire

### Période précolombienne
Des indices archéologiques suggèrent que Vieques fut habitée par d'anciennes populations originaires d'Amérique, qui quittèrent le continent éventuellement entre 3000 et 2000 avant notre ère. Cependant, l'estimation de ces dates varie fortement, et un squelette fossilisé d'un homme vieux de 10 000 ans découvert à la fin des années 1980 dans le centre de la région sud de l'île indique une présence beaucoup plus ancienne[réf. nécessaire]. Ces tribus possédaient une culture de l'âge de pierre et étaient probablement des pêcheurs et des chasseurs-cueilleurs.
L'île est notifiée pour la première fois par un Européen par Christophe Colomb, en même temps que Porto-Rico, lors de son deuxième voyage aux Amériques.

### L'armée américaine à Vieques
De 1941 à 2003, L'île de Vieques a été occupée pendant plus de soixante ans par l'armée américaine. Après avoir déplacé la population, la majeure partie de l'île servit de camp d'entrainement et d'essai de missiles et autres armements.
Préoccupée par le danger pour la population et pour l'environnement, une importante campagne de désobéissance civique et des manifestations eurent lieu dans l'île pendant plusieurs années pour interpeler l'opinion internationale. De nombreuses arrestations fédérales eurent lieu à cette période malgré le soutien général de la population, des forces politiques locales et d'artistes reconnus internationalement. Finalement, le contrat de réquisition par l'armée américaine n'a pas été renouvelé et le 1er mai 2003, George W. Bush annonce le retrait de l'armée de Vieques.
Depuis le départ de l'armée, l'île est la cible de nombreuses spéculations immobilières et les prix des terrains se sont envolés.

## Économie
Le tourisme et les cultures d'agrumes, de bananes, d'avocats, et de canne à sucre sont les principales ressources économiques de Vieques.

## Tourisme
Cette île est surtout connue pour son camp d'entraînement des Forces armées des États-Unis. Elle est accessible par bateau en une heure depuis Ceiba, ou en trente minutes depuis la petite île de Culebra, et par avion depuis San Juan en vingt minutes. L'île est un lieu réputé pour la plongée sous-marine, et abrite surtout l'une des trois baies bioluminescentes de Porto-Rico, appelée Mosquito bay.
Les phares de l'île (phare de Punta Mulas et phare de Puerto Ferro) peuvent aussi être une attraction touristique.

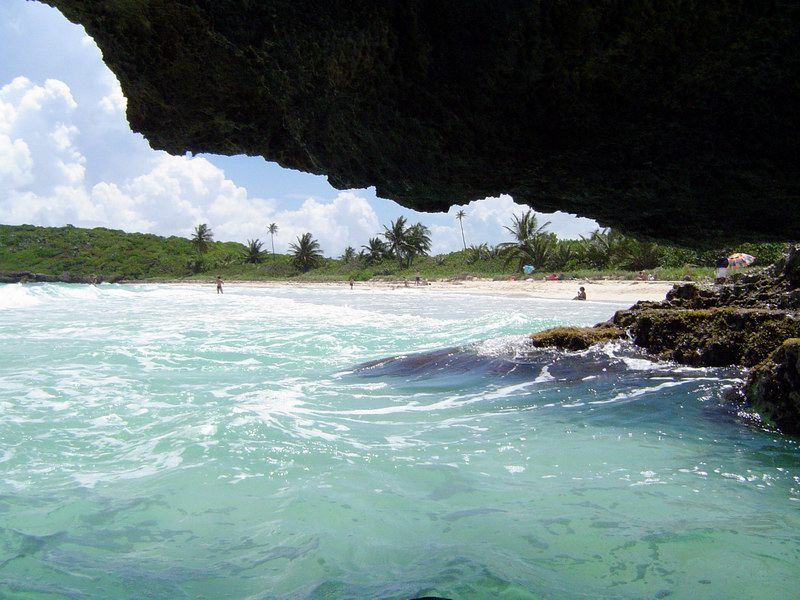
La plage Navio de Vieques.
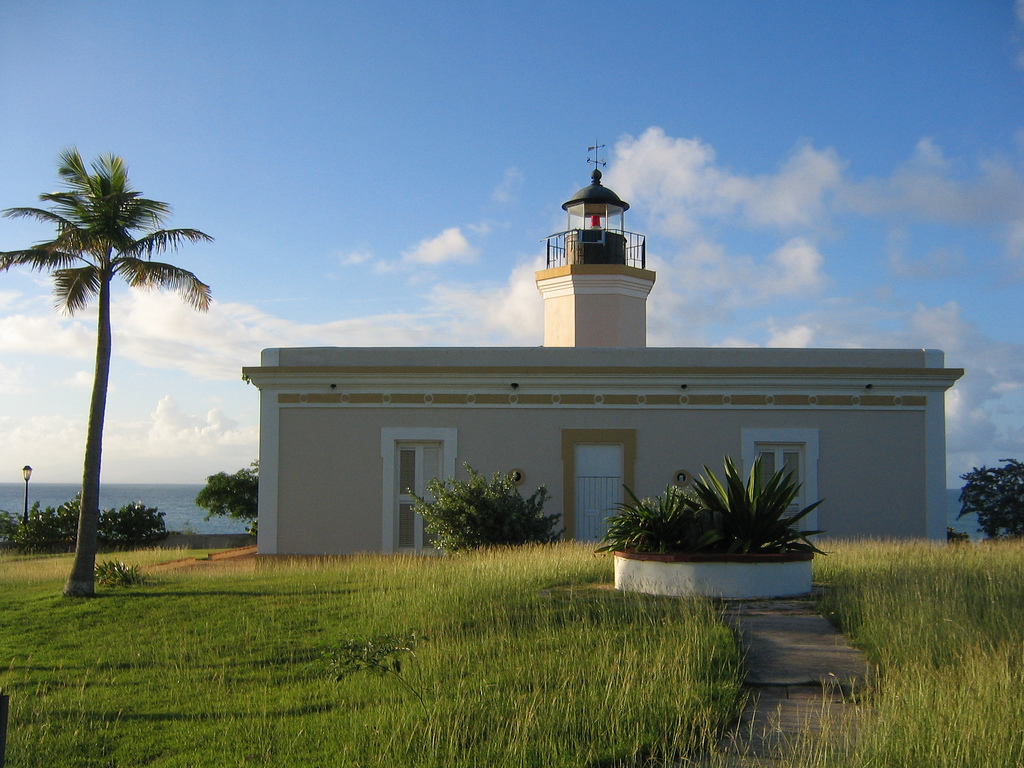
Le phare de Punta Mulas (actif).
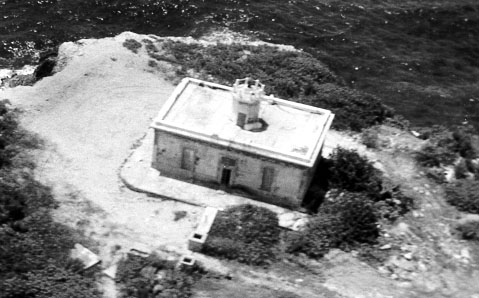
Le phare de Puerto Ferro (inactif).

## Culture
Il existe plusieurs petits festivals culturels sur l'île durant l'année. Le film Sa Majesté des mouches y a été tourné en 1963.